# Tadeusz Baird
Tadeusz Aleksander Baird (26. července 1928 Grodzisk Mazowiecki – 2. září 1981 Varšava) byl polský hudební skladatel a pedagog.

## Život
V době 2.světové války studoval u Bolesława Woytowicze a Kazimiera Sikorského. V letech 1947–1951 pokračoval ve studiu u Piotra Rytela a Piotra Perkowského na Státní vyšší hudební škole ve Varšavě. Vedle toho studoval hru na klavír u Tadeusze Wituského a muzikologii na univerzitě ve Varšavě.
Jako skladatel debutoval krátce po válce. Spolu s Kazimierzem Serockým a Janem Krenzem založil volné sdružení skladatelů, které si říkalo Skupina 49. Jejich cílem byla kompozice hudby v duchu světového vývoje hudby 20. století, což bylo v přímé opozici vůči, ve východním bloku vládnoucí, estetice socialistického realismu . V polovině 50. let dvacátého století se stal jedním z tvůrců převratu v polské hudbě. Používal moderní kompoziční techniky. Jako jeden z prvních ve svých skladbách aplikoval dodekafonii. Byl jedním z iniciátorů a organizátorů mezinárodního festivalu soudobé hudby Varšavský podzim, který se poprvé konal v roce 1956.
Od roku 1974 vyučoval skladbu na varšavské Státní vysoké škole múzických umění. V roce 1977 byl jmenován profesorem a stal se vedoucím katedry skladby. Od roku 1976 byl předsedou polské sekce Mezinárodní společnosti pro soudobou hudbu (ISMC/SimC) a od roku 1979 členem Akademie der Künste v Berlíně . V roce 1981 se stal čestným členem Svazu polských skladatelů.
Zemřel náhle 2. září 1981 ve Varšavě následkem aneurysma mozkových tepen. Je pohřben na Powązkowském hřbitově.

## Ocenění
- Státní cena (1951)
- Zlatý záslužný kříž (1952)
- 1. cena na Mezinárodní trbuně skladatelů UNESCO v Paříži za Čtyři eseje pro orchestr (1959)
- Cena ministra kultury a umění (1962)
- 1. cena na Mezinárodní trbuně skladatelů UNESCO v Paříži za Variace bez tématu pro symfonický orchestr (1963)
- Hudební ceny města Kolín nad Rýnem
- Státní cena 2. stupně (1964)
- 1. cena na Mezinárodní trbuně skladatelů UNESCO v Paříži za Čtyři dialogy pro hoboj a komorní orchestr (1966)
- Cena Svazu polských skladatelů (1966)
- Cena Sergeje Kusewického (1968)
- Státní cena (1970)
- Cena Nadace Alfreda Jurzykowského v New Yorku (1971)
- Řád práce 2. třídy (1974)
- Prix Arthur Honegger (1974)
- Čestné občanství Drezna (1974)
- Cena ministra kultury a umění (1975)
- Medale Jeana Sibelia (1978)
- Medaile Komise národního vzdělávání (1979)
- Cena předsedy rady ministrů 1. stupně (1979)
- Řád práce 1. třídy (1981, posmrtně)

## Dílo

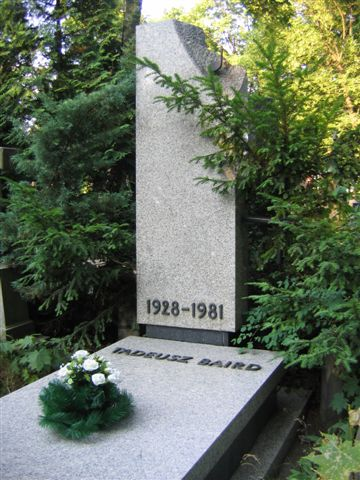
Hrob skladatele.

Komponoval širokou škálu symfonické a komorní hudby. Nejdůležitější však jsou vokální cykly inspirované poesií. Je autorem hudebního dramatu Zítra komponovaného na motivy povídky Josepha Conrada. Komponoval rovněž hudbu pro film, divadlo a televizi. Navzdory seriální technice vyrůstá jeho dílo z romantických tradic.

### Klavírní skladby
- Sonatina I. (1949)
- Sonatina II. (1952)
- Malá suita pro děti (1952)

### Komorní hudba
- 2 capriccia pro klarinet a klavír (1953, 2. cena Unie polských skladatelů)
- 4 preludia pro fagot a klavír (1954)
- Divertimento pro flétnu, klarinet, hoboj a fagot (1956)
- Smyčcový kvartet (1957)
- Hra pro smyčcový kvartet (1971)
- Variace ve formě ronda pro smyčcový kvartet (1978)

### Orchestrální skladby
- Sinfonietta (1949)
- Klavírní koncert (1949)
- Symfonie č. 1 (1950, Polaská státní cena 1951)
- Colas Breugnon (suita ve starém stylu pro smyčcový orchestr a flétnu (1951)
- Symfonie č. 2, quasi una fantasia (1952)
- Koncert pro orchestr (1953)
- Cassazione per orchestra (1956)
- Čtyři esseje (1958, cena UNESCO 1959)
- Variatace bez tématu (1962)
- Epiphany Music (1963)
- Čtyři dialogy pro hoboj a komorní orchestr (1964, Cena UNESCO 1966)
- Čtyři noveletty pro komorní orchestr (1967)
- Sinfonia Breve (1968)
- Symfonie č. 3 (1969, státní cena 1970)
- Psychodrama (1972)
- Elegia (1973)
- Koncert pro hoboj a orchestr (1973)
- Concerto Lugubre pro violu a orchestr (1975)
- Scény pro violoncello, harfu a orchestr (1977)
- Canzona (1980)

### Vokální díla
- Čtyři milostné sonety pro baryton a orchestr na slova Williama Shakespeara (1956)
- Exhortation pro recitátora a orchestr na staré hebrejské texty (1960)
- Erotyki pro soprán a orchestr (text Małgorzata Hilar, 1961)
- 5 písní pro mezzosoprán a šest nástrojů (text H. Poświatowska, 1970), Státní cena 1970)
- Goetheho dopisy (kantáta pro baryton, smíšený sbor a orchestr (1970)
- Głosy z oddali (Hlasy zdaleka) pro baryton a symfonický orchestr(text J. Iwaszkiewicz, 1981)
- Zítra, hudební drama, libreto J. S. Sito

### Filmová hudba
- Sztuka mlodych (dokument, 1950)
- Kierunek-0 Nowa Huta! (dokument, 1951)
- Petla (1958)
- Kamienne niebo (1959)
- Lotna (1959)
- Rok pierwszy (1960)
- Kwiecien (1961)
- Ogniomistrz Kalen (1961)
- Samson (1961)
- Ludzie z pociagu (1961)
- Spóznieni przechodnie (1962)
- Pasazerka (1963)
- Ich dzien powszedni (1963)
- Zerwany most (1963)
- Miedzy brzegami (1963)
- Agnieszka (1964)
- Nieznany (1964)
- Naganiacz (1964)
- Wózek (TV, 1965)
- Czlowiek z kwiatem (TV, 1965)
- Córeczka (TV, 1965)
- Drewniany rózaniec (1965)
- Dzien ostatni, dzien pierwszy (TV seriál, 1965)
- Wizyta u królów (TV, 1966)
- Buty (TV, 1966)
- Miejsce dla jednego (1966)
- Smierc w srodkowym pokoju (TV, 1967)
- Przerazliwe loze (1968)
- Kiedy milosc byla zbrodnia (1968)
- Zbrodnia lorda Artura Savile'a (TV, 1968)
- Gniewko, syn rybaka (TV miniserie, 1969)
- Na meline (TV, 1981)